# Armadillidium etruriae
Armadillidium etruriae är en kräftdjursart som beskrevs av Franco Ferrara och Stefano Taiti 1978. Armadillidium etruriae ingår i släktet Armadillidium och familjen klotgråsuggor. Inga underarter finns listade i Catalogue of Life.